# Мельников, Александр Николаевич (тренер)
Александр Николаевич Мельников (9 мая 1957, Шишадеево, Горьковская область — 19 ноября 2021, Верхняя Пышма, Свердловская область) — Заслуженный тренер России по борьбе самбо (ФСО «Динамо» (Курган) — Профсоюзы, СК «Уралэлектромедь» (Верхняя Пышма), Заслуженный работник физической культуры Российской Федерации. Судья международной категории. Работал тренером-преподавателеи АНО "КС «УГМК» (село Балтым, Городской округ Верхняя Пышма, Свердловская область).

## Биография
Александр Николаевич Мельников родился 9 мая 1957 года в селе Шишадеево Никитинского сельсовета Починковского района Горьковской области, ныне село входит в Починковский муниципальный округ Нижегородской области.
В 1959 году семья переехала в город Курган.
Спортом начал заниматься еще в школе. Любовь к спорту ему привил Ю. В. Шмаков, учитель физкультуры восьмилетней школы № 39 города Кургана, в которой он учился до восьмого класса. С 1970 года занимался баскетболом, затем классической борьбой. В 1972 году перешел в секцию самбо. За время учебы в общеобразовательной школе неоднократно становился победителем и призером первенств города Кургана, Курганской области, Всероссийских и Всесоюзных соревнований среди юношей и взрослых. Окончив школу в 1975 году, имел спортивное звание «Кандидат в мастера спорта СССР».
В августе 1974 года начал трудовую деятельность учеником слесаря на Курганском машиностроительном заводе.
В ноябре 1975 года призван на срочную службу в ряды Вооруженных Сил СССР. Службу проходил в ВДВ в Прибалтийском военном округе. Во время службы неоднократно выступал за свою часть, дивизию, округ. Чемпион ВДВ СССР по борьбе самбо.
Демобилизовавшись, вернулся в Курган и поступил на физкультурный факультет Курганского государственного педагогического института. Продолжал тренироваться и выступать в соревнованиях. Неоднократный победитель и призер Российского и Центрального советов общества «Динамо». Высшее достижение в чемпионатах РСФСР — 4 место.
В 1982 году, после окончания института, поступил на работу тренером-преподавателем в Курганскую ДЮСШ № 2, в 1985 году переведен в городскую ШВСМ, в которой проработал до 2000 года. За это время подготовил 6 мастеров спорта международного класса и более 30 мастеров спорта.
В 2000 году получил приглашение на работу в спортивный клуб «Уралэлектромедь» в город Верхнюю Пышму. В настоящее время является тренером-преподавателеи Автономной некоммерческой организации "КЛУБ САМБО «УГМК» (село Балтым, Городской округ Верхняя Пышма, Свердловская область). Под его руководством сборная команда области занимала призовые места на Спартакиадах учащихся и молодежи России в 2003, 2005, 2006, 2008, 2012 годах.
Александр Николаевич Мельников скончался 19 ноября 2021 года. Похоронен в городе Верхняя Пышма Городского округа Верхняя Пышма Свердловской области.

## Награды и звания
- Заслуженный работник физической культуры Российской Федерации, 28 декабря 2009 года[7]
- Заслуженный тренер России по борьбе самбо, 1995 год
- Почётный знак «За заслуги в развитии физической культуры и спорта», 1998 год
- Судья международной категории, 2005 год

## Известные воспитанники
- Евгений Валерьевич Аксаметов — обладатель Кубка мира (2002)[8]
- Виктор Васильевич Воронов — победитель Спартакиады народов СССР, обладатель Кубка СССР, серебряный призер Кубка Мира
- Тимур Фанилевич Галлямов — чемпион мира (2006, 2007)[9]
- Вадим Николаевич Гусев — победитель и призер первенства России
- Михаил Дудин — неоднократный победитель и призер первенства России
- Сергей Викторович Колесников — чемпион Европы (2001)[10]
- Сергей Николаевич Кривошеин — вице-президент Федерации самбо Томской области[11]
- Андрей Курилюк — призер первенства СССР, победитель и призер международных турниров класса «А»
- Дмитрий Александрович Лебедев — чемпион Европы (2004, 2008, 2009), чемпион Азии (2006, 2007)
- Илья Александрович Лебедев — обладатель Кубка мира (2011, 2013)
- Николай Витальевич Меньшиков[12]
- Иван Дмитриевич Никулин — бронзовый призёр чемпионата России (2017)
- Дмитрий Михайлович Поленок — чемпион Европы среди юниоров (2001)[13]
- Леонид Васильевич Путинцев[14]
- Ярослав Сергеевич Сандин — чемпион России среди молодёжи (2014)
- Дмитрий Викторович Семенов — призер первенства мира, победитель первенства России
- Станислав Михайлович Скрябин — чемпион мира (2018)
- Егор Евгеньевич Смертин — бронзовый призёр кубка России (2021)
- Илья Евгеньевич Хлыбов — чемпион мира (2007, 2008, 2012, 2013, 2016)[15]
- Альсим Леонидович Черноскулов — чемпион мира (2009, 2012, 2014, 2015, 2017, 2018)[16]
- Дмитрий Сергеевич Шуваев — бронзовый призёр чемпионата России (2020)